# Championnat de Belgique de football de deuxième division 1922-1923
Navigation
saison précédente saison suivante
Cette page présente la neuvième édition du championnat  Promotion (D2) belge.
Lors de ce championnat, le R. FC Liégeois et le RC de Gand dominent la saison et obtiennent assez aisément les deux places montantes.
Cette compétition ne renvoie aucune formation vers les séries régionales, la Fédération belge ayant décidé de "dédoubler" son deuxième niveau national. Pour ce faire, quatorze clubs sont promus à la fin de la saison. Cette décision sauve le R. Léopold CB (15e), fondateur du championnat en 1895, qui aurait dû quitter les séries nationales.
- Le nom des clubs est celui employé à l'époque

## Clubs participants
Quatorze clubs prennent part à cette édition, soit le même nombre que lors de la saison précédente.
| #  | Nom                               | Mat. | Ville        | Terrain                       | En D2 depuis (série) | Total en D2 | Saison précédente      |
| -- | --------------------------------- | ---- | ------------ | ----------------------------- | -------------------- | ----------- | ---------------------- |
| 1  | Racing Club de Gand               | 11   | Gand         | Emmanuel Hielstadion          | 1922-1923 (1re)      | 3 saisons   | Division d'Honneur 13e |
| 2  | Football Club Malinois            | 25   | Malines      | Achter de Kazerne             | 1922-1923 (1re)      | 8 saisons   | Division d'Honneur 14e |
| 3  | Royal Léopold Club de Bruxelles   | 5    | Uccle        | Parc Brugmann                 | 1919-1920 (4e)       | 4 saisons   | 9e                     |
| 4  | Royal Football Club Liègois       | 4    | Rocourt      | stade Vélodrome               | 1913-1914 (5e)       | 7 saisons   | 3e                     |
| 5  | Stade Louvaniste                  | 18   | Louvain      | ??                            | 1909-1910 (9e)       | 9 saisons   | 5e                     |
| 6  | Tilleur Football Club             | 21   | Ougrée       | site du Bois d'Avroy          | 1909-1910 (9e)       | 9 saisons   | 6e                     |
| 7  | Football club Bressoux            | 23   | Bressoux     | ??                            | 1911-1912 (7e)       | 7 saisons   | 8e                     |
| 8  | Lyra Turn en Sportvereniging      | 52   | Lierre       | Lyrastadion, Mechelsesteenweg | 1913-1914 (5e)       | 5 saisons   | 7e                     |
| 9  | Excelsior Football Club Hasselt   | 37   | Hasselt      | ??                            | 1921-1922 (2e)       | 2 saisons   | 10e                    |
| 10 | Liersche Sportkring               | 30   | Lierre       | Lispersteenweg                | 1921-1922 (2e)       | 2 saisons   | 4e                     |
| 11 | White Star Woluwe Athletic Club   | 47   | Woluwe-St-L. | rue de Kelle                  | 1922-1923 (1re)      | 1 saison    | Séries inférieures     |
| 12 | Association Sportive Ostendaise   | 53   | Ostende      | Albertpark                    | 1922-1923 (1re)      | 1 saison    | Séries inférieures     |
| 13 | Club Sportif de Schaerbeek        | 55   | Schaerbeek   | Parc Josaphat                 | 1922-1923 (1re)      | 1 saison    | Séries inférieures     |
| 14 | Association Sportive Herstalienne | 82   | Herstal      | ??                            | 1922-1923 (1re)      | 1 saison    | Séries inférieures     |

| \| Bruxelles · Léopold CB · White Star AC · CS Schaerbeek Liège · FC Liégeois · Tilleur FC · FC Bressoux · + · AS Herstalienne Lyra Lierse FC Malinois AS Ostendaise RC Gand Bruxelles St. Louvaniste Exc. Hasselt Liège \| Localisation des clubs engagés en « Promotion 1922-1923 » |
| Bruxelles · Léopold CB · White Star AC · CS Schaerbeek Liège · FC Liégeois · Tilleur FC · FC Bressoux · + · AS Herstalienne Lyra Lierse FC Malinois AS Ostendaise RC Gand Bruxelles St. Louvaniste Exc. Hasselt Liège                                                                 |

### Localisation des clubs bruxellois
Les 3 cercles bruxellois sont :
(12) CS Schaerbeek
(14) White Star AC
(23) R.Léopold CB

### Localisation des clubs liégeois + Herstal
Les 3 cercles liégeois sont :
(1) FC Liégeois
(16) FC Bressoux
Tilleur FC
+
(13) AS Herstalienne

## Classement
Légende
- Champion & Promu en Division d'Honneur
- 2e montant en Division d'Honneur

Abréviations
 : Relégué de Division d'Honneur 1921-1922

 : Promus des séries inférieures depuis la saison précédente 
| Rang | Équipe               | Pts | J  | G  | N | P  | Bp | Bc | Diff |
| ---- | -------------------- | --- | -- | -- | - | -- | -- | -- | ---- |
| 1    | R. FC LIEGEOIS       | 43  | 26 | 20 | 3 | 3  | 59 | 16 | +43  |
| 2    | RC de Gand           | 42  | 26 | 20 | 2 | 4  | 87 | 20 | +67  |
| 3    | Tilleur FC           | 35  | 26 | 16 | 3 | 7  | 68 | 36 | +32  |
| 4    | FC Malinois          | 31  | 26 | 14 | 3 | 9  | 46 | 35 | +11  |
| 5    | Stade Louvaniste     | 30  | 26 | 11 | 8 | 7  | 47 | 45 | +2   |
| 6    | Liersche SK          | 29  | 26 | 12 | 5 | 9  | 47 | 43 | +4   |
| 7    | White Star Woluwe AC | 28  | 26 | 12 | 4 | 10 | 39 | 45 | -6   |
| 8    | FC Bressoux          | 25  | 26 | 10 | 5 | 11 | 46 | 40 | +6   |
| 9    | TSV Lyra             | 21  | 26 | 7  | 7 | 12 | 37 | 47 | -10  |
| 10   | Excelsior FC Hasselt | 20  | 26 | 7  | 6 | 13 | 39 | 53 | -14  |
| 11   | AS Herstalienne      | 17  | 26 | 6  | 5 | 15 | 31 | 54 | -23  |
| 12   | CS Schaerbeek        | 15  | 26 | 6  | 3 | 17 | 22 | 63 | -41  |
| 13   | R. Léopold CB        | 14  | 26 | 4  | 6 | 16 | 43 | 72 | -29  |
| 14   | AS Ostendaise        | 14  | 26 | 4  | 6 | 16 | 25 | 67 | -42  |

## Déroulement de la saison

### Résultats des rencontres
Avec quatorze clubs engagés, 182 matches sont au programme de la saison.
| Résultats (▼dom., ►ext.)                                   | BRE | RCG | HAS | HER | LEO | FCL | LIE | LOU | LYR | FCM | ASO | SCH | TIL | WSW |
| FC Bressoux                                                |     | -   | -   | -   | -   | -   | -   | -   | -   | -   | -   | -   | -   | -   |
| RC de Gand                                                 | -   |     | -   | -   | -   | -   | -   | -   | -   | -   | -   | -   | -   | -   |
| Excelsior FC Hasselt                                       | -   | -   |     | -   | -   | -   | -   | -   | -   | -   | -   | -   | -   | -   |
| AS Herstalienne                                            | -   | -   | -   |     | -   | -   | -   | -   | -   | -   | -   | -   | -   | -   |
| Léopold CB                                                 | -   | -   | -   | -   |     | -   | -   | -   | -   | -   | -   | -   | -   | -   |
| FC Liégeois                                                | -   | -   | -   | -   | -   |     | -   | -   | -   | -   | -   | -   | -   | -   |
| Liersche SK                                                | -   | -   | -   | -   | -   | -   |     | -   | -   | -   | -   | -   | -   | -   |
| Stade Louvaniste                                           | -   | -   | -   | -   | -   | -   | -   |     | -   | -   | -   | -   | -   | -   |
| TSV Lyra                                                   | -   | -   | -   | -   | -   | -   | -   | -   |     | -   | -   | -   | -   | -   |
| FC Malinois                                                | -   | -   | -   | -   | -   | -   | -   | -   | -   |     | -   | -   | -   | -   |
| AS Ostendaise                                              | -   | -   | -   | -   | -   | -   | -   | -   | -   | -   |     | -   | -   | -   |
| CS Schaerbeek                                              | -   | -   | -   | -   | -   | -   | -   | -   | -   | -   | -   |     | -   | -   |
| Tilleur FC                                                 | -   | -   | -   | -   | -   | -   | -   | -   | -   | -   | -   | -   |     | -   |
| White Star Wol. FC                                         | -   | -   | -   | -   | -   | -   | -   | -   | -   | -   | -   | -   | -   |     |
| - Victoire à domicile - Match nul - Victoire à l'extérieur |     |     |     |     |     |     |     |     |     |     |     |     |     |     |

## Récapitulatif de la saison
- Champion : R. FC Liégeois (2e titre en D2)
- Quatrième titre de "D2" pour la Province de Liège.

- Deuxième promu: RC de Gand.

| Région flamande (6)             | Région flamande (6) | Province de Brabant (4)      | Province de Brabant (4) | Région wallonne (4)    | Région wallonne (4) |
| ------------------------------- | ------------------- | ---------------------------- | ----------------------- | ---------------------- | ------------------- |
| Province d'Anvers               | 3                   | Région de Bruxelles-Capitale | 3                       | Province de Hainaut    | 0                   |
| Province de Flandre-Occidentale | 1                   | Province du Brabant flamand  | 1                       | Province de Liège      | 4                   |
| Province de Flandre-Orientale   | 1                   | Province du Brabant wallon   | 0                       | Province de Luxembourg | 0                   |
| Province de Limbourg            | 1                   |                              |                         | Province de Namur      | 0                   |

1. ↑  Au niveau footballistique, la province de Brabant est toujours unitaire malgré sa partition territoriale en 1995.

## Montée / Relégation
Le R. FC Liégeois savoure enfin le droit de retourner en Division d'Honneur après cinq saisons passées en Promotion. Le RC de Gand remonte lui douze mois après sa relégation.
À la fin de ce championnat, il n'y a aucun relégué. La Fédération belge avait décidé de faire dédoubler le niveau, qui concernera 28 clubs, répartis en deux séries de 14, à partir de la saison suivante.
Promus depuis les divisions inférieures: Dolhain FC, VV Oude God Sport, St-Ignace SC Anvers, Racing FC Montegnée, Skill Racing Union, AEC Mons, US Tournaisienne, CS La Forestoise, SV Blankenberghe, AS Renaisienne, Vilvorde FC, AA Termondoise, Entente Tamines, Fléron FC.

## Débuts en séries nationales et en "D2"
Quatre clubs jouent pour la première fois dans les séries nationales du football belge. Ils sont les 44e, 45e, 46e et 47e clubs différents à y apparaître et les 29e, 30e, 31e et 32e différents au 2e niveau national.
- White Star Woluwe AC et CS Schaerbeekois - 14e et 15e clubs brabançons différents en D2 ;
- AS Ostendaise - 6e club flandrien occidental différent en D2 ;
- AS Herstalienne - 8e club liégeois différent en D2.

## Divisions inférieures
À cette époque, les compétitions ne connaissent pas encore la même hiérarchie que celle qui est la leur de nos jours. C'est essentiellement après la Première Guerre mondiale que la pyramide va se constituer.
Depuis 1909-1910, sous les deux séries nationales (Division d'Honneur et Promotion), se déroulent des championnats régionaux. Les clubs sont regroupés par zones géographiques. Celles-ci ne tiennent pas toujours compte du découpage administratif des provinces, eu égard au petit nombre de clubs que connaissent certaines régions. Au fil des saisons, une hiérarchie de "Divisions" s'installe dans les différentes régions.
Des test-matches (appelés aussi barrages) sont organisés entre les vainqueurs de zones. À la fin d'un parcours, se compliquant au fil des saisons, les gagnants montent en Promotion.
Au fil des années, la montée vers la Promotion est déterminée par ces test-matches. Toutefois, un "principe d'élection" reste en vigueur pendant plusieurs saisons. Un « système de licence » bien avant l'instauration des fameux sésames actuels en quelque sorte.
Selon les régions (et selon les sources que l'on retrouve les concernant), les appellations Division 2 ou Division 3 sont courantes. Cela vient du fait que certaines séries régionales conservèrent le nom (Division 2) qu'elles portent avant la création de la  Promotion. En effet, avant cela leur vainqueurs de ces séries prenaient part au tournoi de fin de saison (appelé « Division 2 »,)  par zones géographiques et alors que le tournoi final regroupant les vainqueurs de zone s'appelle « Division 1 ». Localement d'autres séries sont considérées comme « Division 3 » et en portent le nom. 
Mais il est bon de savoir qu'à cette époque pour la Fédération belge, il n'y a donc que deux "divisions nationales".